# Mukk József
Mukk József (Gödöllő, 1962. február 23. –) magyar operaénekes (tenor).

## Életpályája
Zenei alaptanulmányait Aszódon, a zenei általános iskolában végezte, ahol kilencévesen kezdte hangszeres tanulmányait, cselló szakon. 1978-ban felvételt nyert a Szombathelyi Zeneművészeti Szakközépiskolába, ahol felfigyeltek rendkívüli énekhangjára, így a középiskolát két tanszakon végezte: cselló és magánének szakon. A szakmai érettségit követően elvégezte a ZTI Tanárképző Főiskola magánének tanári szakát. 1987–1991 között a Zeneakadémián tanult, Sólyom-Nagy Sándor osztályában. 1989-ben III. helyezést ért el a grazi Schubert-dalversenyen, 1990-ben pedig Rómában, a Bucchi-dalversenyen. 1992-ben a Szegedi Nemzeti Színházban debütált Mozart Varázsfuvolájának Taminójaként. Az Magyar Állami Operaházhoz 1991-ben került ösztöndíjasként, majd 1992-től mint magánénekes. Európa-szerte rendszeresen koncertezik, és számos lemezfelvétele jelent meg magyar, német és olasz kiadóknál.

## Díjai, elismerései
- 1990 – Magyar Előadóművészek Társasága – Nívódíj
- 1991 – Magyar Előadóművészek Társasága – Nívódíj
- 1992 – Bartók Béla–Pásztory Ditta-díj
- 2009 – Aszód díszpolgára

## Főbb szerepei
- Ifj. Johann Strauss: A denevér – Alfréd
- Erkel: Hunyadi László – V. László
- Bizet: Carmen – Remendado
- Donizetti: Szerelmi bájital – Nemorino
- Puccini: Manon Lescaut – Edmund
- Lehár: A denevér – Alfréd
- Mozart: Titus kegyelme – Titus
- Mozart: A varázsfuvola – Tamino
- Kurt Weill: Mahagonny városának felemelkedése és bukása – Tobby Higgins
- Mozart: Szöktetés a szerájból – Belmonte
- Mozart: Don Giovannin- Don Ottavio
- Mozart: Idomeneo – Idomeneo
- Schubert–Berté: Három a kislány – Schubert
- Verdi: Falstaff –  Fenton
- Rossini: Sevillai borbély – Almaviva gróf
- Wagner: A nürnbergi mesterdalnokok – Dávid